# Йохан Якоб фон Раполтщайн
Йохан Якоб фон Раполтщайн (на немски: Johann Jakob von Rappoltstein; * 2 февруари 1598, Раполтсвайлер; † 18 юли 1673, Раполтсвайлер) е граф на Раполтщайн и Рибопиер. Той е първият и последният, който носи титлата „граф“, дадена му от император Фердинанд III. Титлата му е „граф цу Раполтщайн, господар цу Хоенак и Геролдсек на Вазихен“.

## Произход
Той е третият син на граф Еберхард фон Раполтщайн (* 12 март 1570; † 27 август 1637) и първата му съпруга вилд-и рейнграфиня Анна фон Салм-Кирбург-Мьорхинген (* 1572; † 25 август 1608). Баща му е камерхер на император Матиас. Баща му се жени втори път 1609 г. за Агата фон Золмс-Лаубах (1585 – 1648), дъщеря на граф Йохан Георг I фон Золмс-Лаубах (1546 – 1600).
Братята му са Ото Вилхелм (1592 – 1605), граф Георг Фридрих фон Раполтщайн (1594 – 1651) и Филип Лудвиг (1601 – 1637). Йохан Якоб е издигнат на граф.

## Фамилия
Йохан Якоб се жени на 10 декември 1637 г. в Страсбург за вилд- и рейнграфиня Анна Клаудина фон Залм-Кирбург (* 14 март 1615, Кирбург; † 18 юни 1673, Раполтсвайлер), дъщеря на шведския генерал вилд-рейнграф Йохан Казимир фон Кирбург (1577 – 1651) и първата му съпруга графиня Доротея фон Золмс-Лаубах (1579 – 1631), дъщеря на граф Йохан Георг I фон Золмс-Лаубах (1546 – 1600). Съпругата му е сестра на Анна Катарина (1614 – 1655), омъжена 1637 г. за херцог Еберхард III фон Вюртемберг-Щутгарт (1614 – 1674).
Йохан Якоб и Анна Клаудина имат децата:
- Марк-Етиен, граф на Раполтщайн, женен за Елизабет Костер, баща на Жан Франсоа граф на Рибопиер, който е баща на граф Александер фон Рибопиер (1783 – 1865), женен 1809 г. за Екатерина Михайловна Потьомкина (1788 – 1862)
- Еберхард Казимир (*/† 1639)
- Катарина Агата (1648 – 1683), наследничка, омъжена 1667 г. за херцог и пфалцграф Кристиан II фон Пфалц-Цвайбрюкен-Биркенфелд (1637 – 1717)
- Христиан Еберхард (1650 – 1651)
- Анна Доротея (1653 – 1723)